# Luce Fabbri
Luce Fabbri (ur. 2 lipca 1908 w Rzymie, zm. 19 sierpnia 2000 w Montevideo) – włoska anarchistka i pisarka, córka Luigiego Fabbri.
Wychowywała w rodzinie zaangażowanej politycznie przeciwko faszyzmowi. Wcześnie zaczęła publikować w czasopiśmie Pensiero e Volonta. W 1926 jej ojciec musiał opuścić Włochy z powodu przejęcia władzy przez faszystów. Dwa lata później napisała maturę i kilka miesięcy później nielegalnie również wyjechała z Italii do Szwajcarii, z pomocą anarchistów. W czerwcu 1929 spotkała ojca w Paryżu. Stamtąd pojechała do Belgii i wreszcie do Urugwaju.
Towarzyszyła anarchistom, którzy uciekli do Urugwaju z Argentyny po zamachu Jose Uriburu. Organizowała pomoc dla walczących w wojnie domowej w Hiszpanii. Pracowała na Uniwersytecie w Montevideo prowadząc zajęcia poświęcone literaturze włoskiej. Publikowała wiele tekstów i felietonów w prasie. Była przeciwniczką dyktatury wojskowej, rządzącej Urugwajem w latach 70. i 80.
Napisała m.in. Il Risorgimento (na kanwie wojny domowej w Hiszpanii), czy La Poesía de Leopardi (1971).